# Mathias Christen
Mathias Christen (Vaduz, 18 agosto 1987) è un calciatore liechtensteinese, di ruolo attaccante.

## Biografia
Il fratello Andreas Christen ha anche lui giocato nella nazionale del Liechtenstein.

## Carriera

### Nazionale
Ha collezionato 27 presenze con la propria Nazionale.

## Palmarès

### Club

#### Competizioni nazionali
- Coppa del Liechtenstein: 2

Vaduz: 2009-2010, 2010-2011